# Arrondissement Port-au-Prince

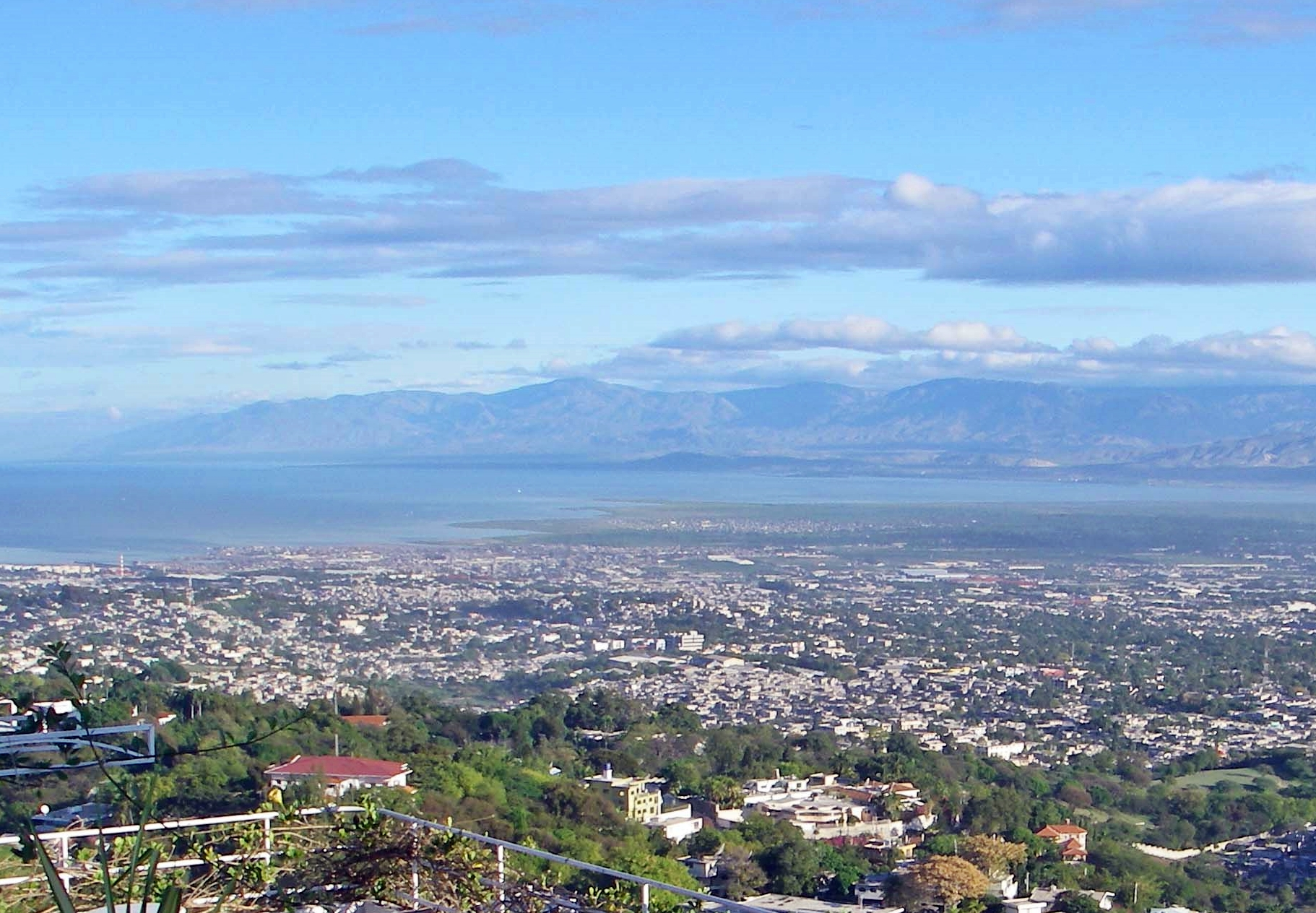
Panorama von Port-au-Prince, im Hintergrund Cité Soleil

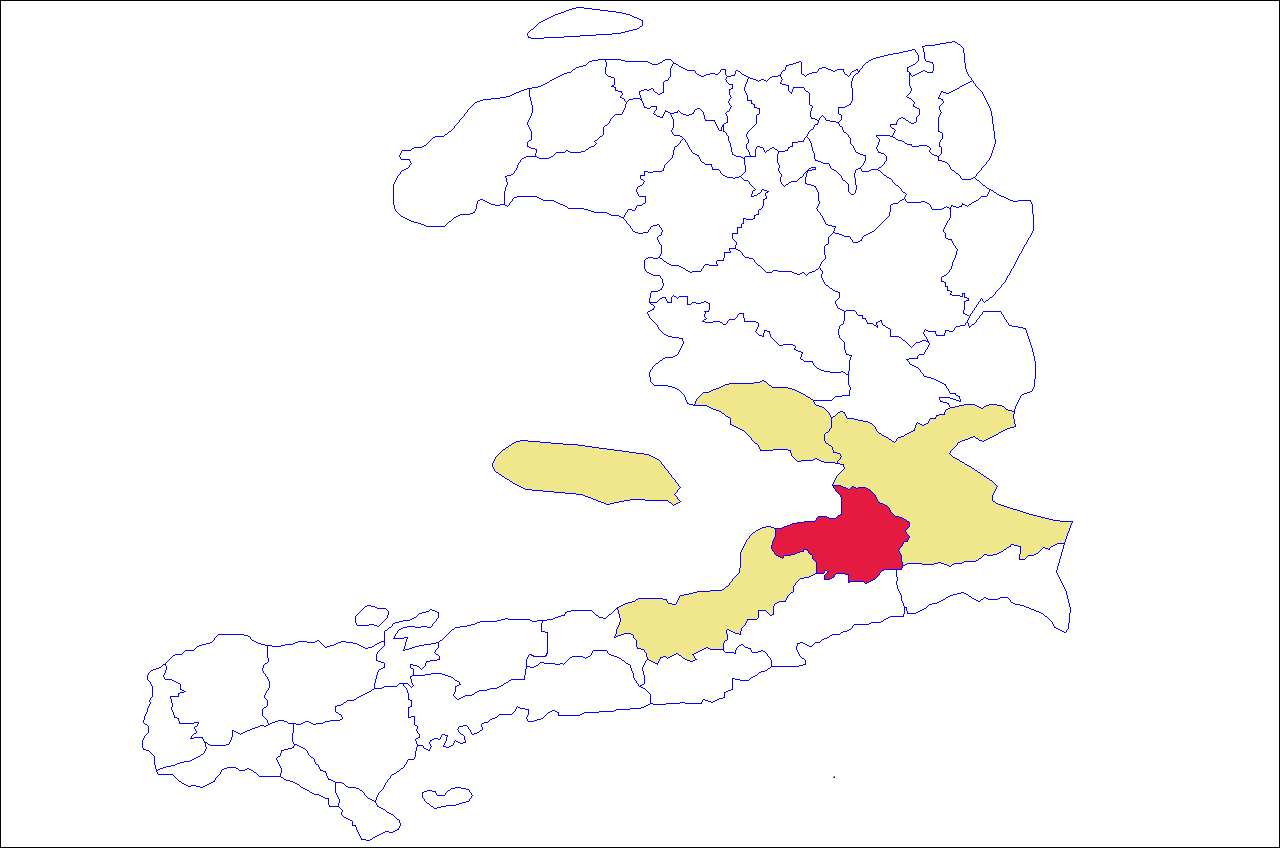
Lage des Arrondissements Port-au-Prince in Haiti und im Département Ouest

Das Arrondissement Port-au-Prince (haitianisch-kreolisch: Pòtoprens) ist eine der fünf Verwaltungseinheiten des Départements Ouest, Haiti. Hauptort ist die Gemeinde Port-au-Prince.

## Lage und Beschreibung
Das Arrondissement liegt zentral im Département Ouest. Im Nordwesten hat das Arrondissement eine Küste am Golf von Gonâve. Benachbart ist im Norden und Osten das Arrondissement Croix-des-Bouquets, im Süden das Arrondissement Jacmel und im Westen das Arrondissement Léogâne.
In dem Arrondissement gibt es acht Gemeinden:
- Port-au-Prince (rund 1.175.000 Einwohner),
- Carrefour (rund 481.000 Einwohner),
- Cité Soleil (rund 230.000 Einwohner),
- Delmas (rund 363.000 Einwohner),
- Gressier (rund 33.000 Einwohner),
- Kenscoff (rund 47.000 Einwohner),
- Pétionville (rund 341.000 Einwohner) und
- Tabarre (rund 90.000 Einwohner).

Das Arrondissement hat insgesamt rund 2.760.000 Einwohner (Stand: 2015) und beherbergt damit rund ein Viertel der Bevölkerung Haitis.
Die Route Nationale 1 (RN-1) verbindet Port-au-Prince in nördlicher Richtung mit Cap-Haitien. Nordöstlich führt die Route Nationale 3 (RN-3) über Hinche nach Mirebalais. In östlicher Richtung verläuft die Route Nationale 8 (RN-8) zur Grenze mit der Dominikanischen Republik. Der Süden und Südwesten des Landes wird über die Route Nationale 2 (RN-2) erreicht.